# Zircònia cúbica

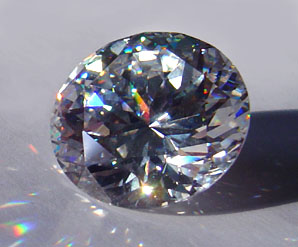
Una zircònia cúbica en tall de brillant

La zircònia cúbica, també anomenada zirconita, és la forma cristal·lina cúbica i sintètica del diòxid de zirconi (ZrO₂). Aquest material és dur, sense falles òptiques, i generalment incolor, però pot fer-se en una varietat de colors diferents. No s'ha de confondre amb el zircó, que és un silicat de zirconi (ZrSiO₄) que es pot trobar a la naturalesa.
A causa del seu baix cost, durabilitat, i semblança visual molt propera al diamant, la zircònia cúbica s'ha mantingut com el més important competidor gemmològic i econòmic del diamant, des de 1976. La seva principal competència com gemma sintètica és un material trobat més recentment, la moissanita sintètica.

## Història
Descobert el 1892, el mineral monoclínic groguenc baddeleyita és una forma natural d'òxid de zirconi.
L'alt punt de fusió de la zirconia (2750 °C o 4976 °F) dificulta el creixement controlat de cristalls simples. No obstant això, l'estabilització de l'òxid de zirconi cúbic s'havia realitzat molt aviat, amb el producte sintètic de zirconi estabilitzat introduït l'any 1929. Encara que cúbic, era en forma de ceràmica policristalina: s'utilitzava com a material refractari, altament resistent als agents químics i tèrmics. atac (fins a 2540 °C o 4604 °F).

## Aspectes tècnics
Com el seu nom implica, la zircònia cúbica és cristal·logràficament isomètrica i, atès que el diamant també és isomètric, és un atribut important com a potencial simulador del diamant. Durant la síntesi, l'òxid de zirconi podria formar vidres monoclínics, forma més estable sota condicions atmosfèriques normals. Cal un estabilitzador per a la formació del vidre cúbic; típicament pot ser òxid d'itri o calci, el tipus i quantitat d'estabilitzador usat depèn de les múltiples receptes dels fabricants individuals. En conseqüència, les propietats físiques i òptiques de la zircònia cúbica sintetitzada varia, sent els valors en rangs.
És una substància densa, amb una gravetat específica entre 5,6 i 6,0 - almenys 1,6 vegades més densa que el diamant. La zircònia cúbica és relativament dura, amb un valor de 8 en l'escala de Mohs - molt més dura que la majoria de gemmes naturals. El vostre índex de refracció és alt, a 2,15-2,18 (interval BG, comparat amb 2,42 per als diamants), i el seu llustre és subdiamantí. La seva dispersió òptica és molt alta, a 0,058-0,066, excedint la del diamant (0,044). La zircònia cúbica exhibeix fractura concoidal.
Sota llum ultraviolada d'ona curta, la zircònia cúbica sol tenir luminescència groga, groc verdós, o beix. A longituds d'ona més llargues en l'UV, l'efecte disminueix significativament, veient-se de vegades una lluentor blanquinosa. Les pedres acolorides poden mostrar un espectre d'absorció fort, complex, propi de les terres rares.

## Utilitza joies exteriors
A causa de les seves propietats òptiques, el zirconi cúbic d'itri (YCZ) s'ha utilitzat per a finestres, lents, prismes, filtres i elements làser. Particularment a la indústria química s'utilitza com a material de finestres per al control de líquids corrosius per la seva estabilitat química i tenacitat mecànica. YCZ també s'ha utilitzat com a substrat per a pel·lícules de semiconductors i superconductors en indústries similars.
Les propietats mecàniques de la zirconia parcialment estabilitzada (alta duresa i resistència als cops, baix coeficient de fricció, alta resistència química i tèrmica, així com alta resistència al desgast) permeten utilitzar-lo com a material de construcció molt particular, especialment en la indústria de la bioenginyeria. : S'ha utilitzat per fer bisturís mèdics súper afilats fiables per a metges que són compatibles amb bio-teixits i que contenen una vora molt més llisa que una d'acer.